# 長谷川鉄之進
長谷川 鉄之進（はせがわ てつのしん、1822年（文政5年） - 1871年12月14日（明治4年11月3日））は、幕末の勤皇家、志士。名は世傑、字は公輿、号は強庵。1907年（明治40年）贈従四位。

## 概要
越後長岡藩栗生津村出身。家は代々庄屋であった。15歳のとき私塾長善館に入門。26歳で江戸に遊学し、朝川善庵に師事する。ペリー来航後は尊皇攘夷を唱え志士活動に身を投じ、各地を巡る。讃岐では小橋安蔵や日柳燕石と親交を結ぶ。攘夷実行の動きに呼応して京都に上るが、文久3年（1863年）の七卿落ちに伴い長州藩へ向かう。「忠正公勤王事績」によると、長谷川と大楽源太郎が佐久間象山の殺害を久坂玄瑞に提案したところ却下されたことが長谷川の日記に書かれているという。元治元年（1864年）には長州藩軍と共に上京し禁門の変を戦うが敗走。長州藩諸隊の一つ忠勇隊軍司となった。高杉晋作の功山寺挙兵の際は忠憤隊を結成し協力した。戊辰戦争直前には江戸におり、相楽総三を総裁とする薩邸浪士隊の大監察であった。その後郷里に帰り、北越戦争時は居士隊幹部として活動している。明治に入って間もなく京都で没した。墓は京都市東山区の霊山墓地にある。
島崎藤村の小説「夜明け前」では、登場人物の家に潜伏していた志士の一人として言及されている。

## 資料・文献
- 栗原九十九 編 「西蒲原郡志補追人物篇」 (1981年)